# ژانا
ژانا (به مجاری:  Zsana) یک منطقهٔ مسکونی در مجارستان است که در ناحیه کیش‌کون‌هالاش واقع شده‌است. ژانا ۸۷٫۹۴ کیلومتر مربع مساحت و ۸۷۵ نفر جمعیت دارد.